# Kainbach bei Graz
Kainbach bei Graz – gmina w Austrii, w kraju związkowym Styria, w powiecie Graz-Umgebung. Liczy 2722 mieszkańców (1 stycznia 2015).